# Eugène Fagot
Eugène Fagot est un homme politique français né le 10 novembre 1859 à Saulces-Monclin (Ardennes) et décédé le 9 janvier 1919  à Châlons-sur-Marne (Marne).

## Biographie
Fils de Jean-Baptiste Fagot, député des Ardennes de 1885 à 1889. Après des études d'agronomie, il exploite d'abord le domaine familial, en faisant une ferme modèle. Il préside le syndicat des agriculteurs des Ardennes et la caisse régionale de crédit agricole mutuel. En 1901, il est membre du conseil d'administration de l'institut national agronomique, puis en 1902 membre du conseil supérieur de l'agriculture, et enfin, membre de l'académie d'agriculture. De 1900 à 1919, il est sénateur des Ardennes, inscrit au groupe de la Gauche démocratique. Il est secrétaire du Sénat en 1910 et 1911.

## Sources
- « Eugène Fagot », dans le Dictionnaire des parlementaires français (1889-1940), sous la direction de Jean Jolly, PUF, 1960 [détail de l’édition]